# بيتر مارتن (مؤرخ)
بيتر مارتن (بالإنجليزية: Peter Martin)‏ هو مؤرخ أمريكي، ولد في 1940.